# 农民运动全国联合会
农民运动全国联合会（日语：／），简称农民联（農民連），是日本的一个全国性农民运动组织。该组织成立于1989年1月，前身是1984年建立的“农民运动全国中心构想恳谈会”。该组织由多个农民团体（主要是以都道府县为单位的农民联分支，部分为农民组合）组成。该组织的本部地址为東京都板橋区熊野町47番11号。该组织是国际农民运动组织“农民之路”的成员。该组织和日本共产党关系密切。